# Edith Sitwell
Edith Louisa Sitwell, född 7 september 1887 i Scarborough i North Yorkshire, död 9 december 1964 i London, var en brittisk poet och litteraturkritiker samt den äldsta av de tre legendariska syskonen Sitwell.

## Biografi
Edith Sitwell var äldsta barnet och enda dotter till sir George Sitwell, 4:e baronet av Renishaw Hall. Han var expert på släktforskning och landskapsarkitektur. Hennes mor var lady Ida Emily Augusta Denison, dotter till earlen av Londesborough och barnbarn till Henry Somerset, 7:e hertig av Beaufort. Hon härstammade i rakt nedstigande led på kvinnolinjen från Plantagenets. Edith Sitwell hade två yngre bröder, Osbert (1892–1969) och Sacheverell Sitwell (1897–1988), båda framstående författare.
Edith Sitwells relation till sina föräldrar kunde i bästa fall betraktas som stormig, inte minst eftersom hennes far försökte bota hennes förmodade ryggdeformation genom att låsa in henne i en järnram. I sin självbiografi sade hon att hennes föräldrar alltid varit främlingar för henne. År 1914 flyttade Sitwell som 26-åring till en liten, sjabbig lägenhet i Pembridge Mansions, Bayswater, som hon delade med Helen Rootham (1875–1938), hennes guvernant sedan 1903.
Edith Sitwell gifte sig aldrig, men 1927 påstås hon ha förälskat sig i den homosexuelle ryske målaren Pavel Tjelitjev. Förhållandet varade bara till 1928, och 1932 flyttade Rootham och Sitwell till Paris, där de bodde med Roothams yngre syster. Under andra världskriget återvände Sitwell från Frankrike och drog sig tillbaka till Renishaw med sin bror Osbert och hans älskare David Horner. Hon skrev i ljuset av oljelampor eftersom huset saknade elektricitet. Hon stickade kläder till sina vänner som tjänstgjorde i armén.
Dikterna hon skrev under kriget förde henne tillbaka till offentligheten. Där ingick Street Songs (1942), The Song of the Cold (1945), och The Shadow of Cain (1947), som alla fick mycket beröm. "Still Falls the Rain", om Londonblitzen förblir kanske hennes mest kända dikt. Det skrevs till musik av Benjamin Britten som Canticle III: Still Falls the Rain.
Edith Sitwell skrev också två böcker om drottning Elisabet I av England: Fanfare for Elizabeth (1946) och The Queens and the Hive (1962). Hon hävdade alltid att hon skrev prosa bara för pengarna och båda dessa böcker var mycket framgångsrika, liksom hennes engelska Eccentrics (1933) och Victoria of England (1936).
Edith Sitwell blev Dame Commander (DBE) 1954. I augusti 1955 konverterade hon till katolicismen och bad författaren Evelyn Waugh att fungera som hennes fadder.
Edith Sitwell led av Marfans syndrom i hela sitt liv och runt 1957 började hon använda rullstol. Sin sista poesiläsning gjorde hon 1962. Hon dog av hjärnblödning på St Thomas' Hospital i en ålder av 77 år. Hon är begravd på kyrkogården i Weedon Lois i Northamptonshire.

## Utmärkelser
Nedslagskratern Sitwell på planeten Venus är uppkallad efter henne.
- Dame Commander av Brittiska imperieorden,  1954[13]

[Redigera Wikidata]

## Diktsamlingar
Sitwells diktsamlingar är:
- Clowns' Houses (1918)
- Mother and Other Poems (1918)
- The Wooden Pegasus (1920)
- Façade (1922)
- Bucolic Comedies (1923)
- The Sleeping Beauty (1924)
- Troy Park (1925)
- Rustic Elegies (1927)
- Gold Coast Customs (1929)
- Collected Poems (1930)
- Five Variations on a Theme (1933)
- Street Songs (1942)
- Green Song and Other Poems (1944)
- The Song of the Cold (1945)
- The Shadow of Cain (1947)
- The Canticle of the Rose: Selected Poems 1920–1947 (1949)
- Façade, and Other Poems 1920–1935 (1950)
- Gardeners and Astronomers: New Poems (1953)
- Collected Poems (1954)
- The Outcasts (1962)

## Andra böcker
- Alexander Pope (1930)
- Bath (1932, om staden under Beau Nash)
- The English Eccentrics (1933)
- Aspects of Modern Poetry (1934)
- Victoria of England (1936)
- I Live under a Black Sun (1937, om Jonathan Swift)
- English Women (1942)
- A Poet's Notebook (1943)
- Fanfare for Elizabeth (1946)
- The Queens and the Hive (1962)
- Taken Care Of (1964, självbiografi)